# Seznam vítězů portugalského fotbalového poháru
Seznam vítězů portugalského fotbalového poháru uvádí přehled mužstev, která od roku 1939 zvítězila v porugalském fotbalovém poháru (Taça de Portugal).
V tabulce jsou následující údaje:
- sezóna
- datum finále
- vítěz
- druhý finalista
- výsledek zápasu (po prodl. – výsledek po prodloužení, opak. – opakovaný zápas)
- místo, kde se konalo finále

| Sezóna  | Datum finále                                                   | Vítěz                                                          | Finalista                                                      | Výsledek                                                       | Dějiště finále                                                 |                                                                |
| ------- | -------------------------------------------------------------- | -------------------------------------------------------------- | -------------------------------------------------------------- | -------------------------------------------------------------- | -------------------------------------------------------------- | -------------------------------------------------------------- |
| 1938/39 | 26. června 1939                                                | 0Académica Coimbra                                             | 0Benfica Lisabon                                               | 04:3                                                           | 0Campo das Salésias, Lisabon                                   |                                                                |
| 1939/40 | 7. července 1940                                               | 0Benfica Lisabon                                               | 0Belenenses Lisabon                                            | 03:1                                                           | 0Estádio do Lumiar, Lisabon                                    |                                                                |
| 1940/41 | 22. června 1941                                                | 0Sporting Lisabon                                              | 0Belenenses Lisabon                                            | 04:1                                                           | 0Campo das Salésias, Lisabon                                   |                                                                |
| 1941/42 | 12. června 1942                                                | 0Belenenses Lisabon                                            | 0Vitória Guimarães                                             | 02:0                                                           | 0Estádio do Lumiar, Lisabon                                    |                                                                |
| 1942/43 | 20. června 1943                                                | 0Benfica Lisabon                                               | 0Vitória Setúbal                                               | 05:1                                                           | 0Campo das Salésias, Lisabon                                   |                                                                |
| 1943/44 | 28. května 1944                                                | 0Benfica Lisabon                                               | 0GD Estoril Praia                                              | 08:0                                                           | 0Campo das Salésias, Lisabon                                   |                                                                |
| 1944/45 | 1. července 1945                                               | 0Sporting Lisabon                                              | 0SC Olhanense                                                  | 01:0                                                           | 0Campo das Salésias, Lisabon                                   |                                                                |
| 1945/46 | 1. července 1946                                               | 0Sporting Lisabon                                              | 0Atlético Clube de Portugal                                    | 04:2                                                           | 0Estádio Nacional, Oeiras                                      |                                                                |
| 1946/47 | Nehrálo se                                                     | Nehrálo se                                                     | Nehrálo se                                                     | Nehrálo se                                                     | Nehrálo se                                                     |                                                                |
| 1947/48 | 4. července 1948                                               | 0Sporting Lisabon                                              | 0Belenenses Lisabon                                            | 03:1                                                           | 0Estádio Nacional, Oeiras                                      |                                                                |
| 1948/49 | 12. června 1949                                                | 0Benfica Lisabon                                               | 0Atlético Clube de Portugal                                    | 02:1                                                           | 0Estádio Nacional, Oeiras                                      |                                                                |
| 1949/50 | Nehrálo se, přednost na Estádio Nacional dostal Latinský pohár | Nehrálo se, přednost na Estádio Nacional dostal Latinský pohár | Nehrálo se, přednost na Estádio Nacional dostal Latinský pohár | Nehrálo se, přednost na Estádio Nacional dostal Latinský pohár | Nehrálo se, přednost na Estádio Nacional dostal Latinský pohár | Nehrálo se, přednost na Estádio Nacional dostal Latinský pohár |
| 1950/51 | 10. června 1951                                                | 0Benfica Lisabon                                               | 0Académica Coimbra                                             | 05:1                                                           | 0Estádio Nacional, Oeiras                                      |                                                                |
| 1951/52 | 15. června 1952                                                | 0Benfica Lisabon                                               | 0Sporting Lisabon                                              | 05:4                                                           | 0Estádio Nacional, Oeiras                                      |                                                                |
| 1952/53 | 28. června 1953                                                | 0Benfica Lisabon                                               | 0FC Porto                                                      | 05:0                                                           | 0Estádio Nacional, Oeiras                                      |                                                                |
| 1953/54 | 27. června 1954                                                | 0Sporting Lisabon                                              | 0Vitória Setúbal                                               | 03:2                                                           | 0Estádio Nacional, Oeiras                                      |                                                                |
| 1954/55 | 12. června 1955                                                | 0Benfica Lisabon                                               | 0Sporting Lisabon                                              | 02:1                                                           | 0Estádio Nacional, Oeiras                                      |                                                                |
| 1955/56 | 27. května 1956                                                | 0FC Porto                                                      | 0Sport Clube União Torreense                                   | 02:0                                                           | 0Estádio Nacional, Oeiras                                      |                                                                |
| 1956/57 | 2. června 1957                                                 | 0Benfica Lisabon                                               | 0SC Covilhã                                                    | 03:1                                                           | 0Estádio Nacional, Oeiras                                      |                                                                |
| 1957/58 | 15. června 1958                                                | 0FC Porto                                                      | 0Benfica Lisabon                                               | 01:0                                                           | 0Estádio Nacional, Oeiras                                      |                                                                |
| 1958/59 | 19. července 1959                                              | 0Benfica Lisabon                                               | 0FC Porto                                                      | 01:0                                                           | 0Estádio Nacional, Oeiras                                      |                                                                |
| 1959/60 | 3. července 1960                                               | 0Belenenses Lisabon                                            | 0Sporting Lisabon                                              | 02:1                                                           | 0Estádio Nacional, Oeiras                                      |                                                                |
| 1960/61 | 9. července 1961                                               | 0Leixões SC                                                    | 0FC Porto                                                      | 02:0                                                           | 0Estádio das Antas, Porto                                      |                                                                |
| 1961/62 | 1. července 1962                                               | 0Benfica Lisabon                                               | 0Vitória Setúbal                                               | 03:0                                                           | 0Estádio Nacional, Oeiras                                      |                                                                |
| 1962/63 | 30. června 1963                                                | 0Sporting Lisabon                                              | 0Vitória Guimarães                                             | 04:0                                                           | 0Estádio Nacional, Oeiras                                      |                                                                |
| 1963/64 | 5. července 1964                                               | 0Benfica Lisabon                                               | 0FC Porto                                                      | 06:2                                                           | 0Estádio Nacional, Oeiras                                      |                                                                |
| 1964/65 | 4. července 1965                                               | 0Vitória Setúbal                                               | 0Benfica Lisabon                                               | 03:1                                                           | 0Estádio Nacional, Oeiras                                      |                                                                |
| 1965/66 | 2. května 1966                                                 | 0SC Braga                                                      | 0Vitória Setúbal                                               | 01:0                                                           | 0Estádio Nacional, Oeiras                                      |                                                                |
| 1966/67 | 9. července 1967                                               | 0Vitória Setúbal                                               | 0Académica Coimbra                                             | 03:2 (po prodl.)                                               | 0Estádio Nacional, Oeiras                                      |                                                                |
| 1967/68 | 16. června 1968                                                | 0FC Porto                                                      | 0Vitória Setúbal                                               | 02:1                                                           | 0Estádio Nacional, Oeiras                                      |                                                                |
| 1968/69 | 22. června 1969                                                | 0Benfica Lisabon                                               | 0Académica Coimbra                                             | 02:1 (po prodl.)                                               | 0Estádio Nacional, Oeiras                                      |                                                                |
| 1969/70 | 14. června 1970                                                | 0Benfica Lisabon                                               | 0Sporting Lisabon                                              | 03:1                                                           | 0Estádio Nacional, Oeiras                                      |                                                                |
| 1970/71 | 27. června 1971                                                | 0Sporting Lisabon                                              | 0Benfica Lisabon                                               | 04:1                                                           | 0Estádio Nacional, Oeiras                                      |                                                                |
| 1971/72 | 4. června 1972                                                 | 0Benfica Lisabon                                               | 0Sporting Lisabon                                              | 03:2 (po prodl.)                                               | 0Estádio Nacional, Oeiras                                      |                                                                |
| 1972/73 | 17. června 1973                                                | 0Sporting Lisabon                                              | 0Vitória Setúbal                                               | 03:2                                                           | 0Estádio Nacional, Oeiras                                      |                                                                |
| 1973/74 | 9. června 1974                                                 | 0Sporting Lisabon                                              | 0Benfica Lisabon                                               | 02:1 (po prodl.)                                               | 0Estádio Nacional, Oeiras                                      |                                                                |
| 1974/75 | 14. června 1975                                                | 0Boavista Porto                                                | 0Benfica Lisabon                                               | 02:1                                                           | 0Estádio José Alvalade, Lisabon                                |                                                                |
| 1975/76 | 12. června 1976                                                | 0Boavista Porto                                                | 0Vitória Guimarães                                             | 02:1                                                           | 0Estádio das Antas, Porto                                      |                                                                |
| 1976/77 | 18. května 1977                                                | 0FC Porto                                                      | 0SC Braga                                                      | 01:0                                                           | 0Estádio das Antas, Porto                                      |                                                                |
| 1977/78 | 18. června 1978 24. června 1978                                | 0Sporting Lisabon                                              | 0FC Porto                                                      | 01:1 (po prodl.) 02:1 (opak.)                                  | 0Estádio Nacional, Oeiras 0Estádio Nacional, Oeiras            |                                                                |
| 1978/79 | 30. června 1979 1. července 1979                               | 0Boavista Porto                                                | 0Sporting Lisabon                                              | 01:1 (po prodl.) 01:0 (opak.)                                  | 0Estádio Nacional, Oeiras 0Estádio Nacional, Oeiras            |                                                                |
| 1979/80 | 7. června 1980                                                 | 0Benfica Lisabon                                               | 0FC Porto                                                      | 01:0                                                           | 0Estádio Nacional, Oeiras                                      |                                                                |
| 1980/81 | 6. června 1981                                                 | 0Benfica Lisabon                                               | 0FC Porto                                                      | 03:1                                                           | 0Estádio Nacional, Oeiras                                      |                                                                |
| 1981/82 | 19. května 1982                                                | 0Sporting Lisabon                                              | 0SC Braga                                                      | 04:0                                                           | 0Estádio Nacional, Oeiras                                      |                                                                |
| 1982/83 | 21. srpna 1983                                                 | 0Benfica Lisabon                                               | 0FC Porto                                                      | 01:0                                                           | 0Estádio das Antas, Porto                                      |                                                                |
| 1983/84 | 1. května 1984                                                 | 0FC Porto                                                      | 0Rio Ave FC                                                    | 04:1                                                           | 0Estádio Nacional, Oeiras                                      |                                                                |
| 1984/85 | 10. června 1985                                                | 0Benfica Lisabon                                               | 0FC Porto                                                      | 03:1                                                           | 0Estádio Nacional, Oeiras                                      |                                                                |
| 1985/86 | 27. dubna 1986                                                 | 0Benfica Lisabon                                               | 0Belenenses Lisabon                                            | 02:0                                                           | 0Estádio Nacional, Oeiras                                      |                                                                |
| 1986/87 | 7. června 1987                                                 | 0Benfica Lisabon                                               | 0Sporting Lisabon                                              | 02:1                                                           | 0Estádio Nacional, Oeiras                                      |                                                                |
| 1987/88 | 19. června 1988                                                | 0FC Porto                                                      | 0Vitória Guimarães                                             | 01:0                                                           | 0Estádio Nacional, Oeiras                                      |                                                                |
| 1988/89 | 28. května 1989                                                | 0Belenenses Lisabon                                            | 0Benfica Lisabon                                               | 02:1                                                           | 0Estádio Nacional, Oeiras                                      |                                                                |
| 1989/90 | 27. května 1990 3. června 1990                                 | 0CF Estrela da Amadora                                         | 0SC Farense                                                    | 01:1 (po prodl.) 02:0 (opak.)                                  | 0Estádio Nacional, Oeiras 0Estádio Nacional, Oeiras            |                                                                |
| 1990/91 | 2. června 1991                                                 | 0FC Porto                                                      | 0SC Beira-Mar                                                  | 03:1 (po prodl.)                                               | 0Estádio Nacional, Oeiras                                      |                                                                |
| 1991/92 | 24. května 1992                                                | 0Boavista Porto                                                | 0FC Porto                                                      | 02:1                                                           | 0Estádio Nacional, Oeiras                                      |                                                                |
| 1992/93 | 10. června 1993                                                | 0Benfica Lisabon                                               | 0Boavista Porto                                                | 05:2                                                           | 0Estádio Nacional, Oeiras                                      |                                                                |
| 1993/94 | 5. června 1994 10. června 1994                                 | 0FC Porto                                                      | 0Sporting Lisabon                                              | 00:0 (po prodl.) 02:1 (opak.)                                  | 0Estádio Nacional, Oeiras 0Estádio Nacional, Oeiras            |                                                                |
| 1994/95 | 10. června 1995                                                | 0Sporting Lisabon                                              | 0Marítimo Funchal                                              | 02:0                                                           | 0Estádio Nacional, Oeiras                                      |                                                                |
| 1995/96 | 18. května 1996                                                | 0Benfica Lisabon                                               | 0Sporting Lisabon                                              | 03:1                                                           | 0Estádio Nacional, Oeiras                                      |                                                                |
| 1996/97 | 10. června 1997                                                | 0Boavista Porto                                                | 0Benfica Lisabon                                               | 03:2                                                           | 0Estádio Nacional, Oeiras                                      |                                                                |
| 1997/98 | 24. června 1998                                                | 0FC Porto                                                      | 0SC Braga                                                      | 03:1                                                           | 0Estádio Nacional, Oeiras                                      |                                                                |
| 1998/99 | 16. června 1999                                                | 0SC Beira-Mar                                                  | 0SC Campomaiorense                                             | 01:0                                                           | 0Estádio Nacional, Oeiras                                      |                                                                |
| 1999/00 | 21. května 2000 25. května 2000                                | 0FC Porto                                                      | 0Sporting Lisabon                                              | 01:1 (po prodl.) 02:0 (opak.)                                  | 0Estádio Nacional, Oeiras 0Estádio Nacional, Oeiras            |                                                                |
| 2000/01 | 10. června 2001                                                | 0FC Porto                                                      | 0Marítimo Funchal                                              | 02:0                                                           | 0Estádio Nacional, Oeiras                                      |                                                                |
| 2001/02 | 12. května 2002                                                | 0Sporting Lisabon                                              | 0Leixões SC                                                    | 01:0                                                           | 0Estádio Nacional, Oeiras                                      |                                                                |
| 2002/03 | 15. června 2003                                                | 0FC Porto                                                      | 0União Leiria                                                  | 01:0                                                           | 0Estádio Nacional, Oeiras                                      |                                                                |
| 2003/04 | 16. května 2004                                                | 0Benfica Lisabon                                               | 0FC Porto                                                      | 02:1 (po prodl.)                                               | 0Estádio Nacional, Oeiras                                      |                                                                |
| 2004/05 | 29. května 2005                                                | 0Vitória Setúbal                                               | 0Benfica Lisabon                                               | 02:1                                                           | 0Estádio Nacional, Oeiras                                      |                                                                |
| 2005/06 | 14. května 2006                                                | 0FC Porto                                                      | 0Vitória Setúbal                                               | 01:0                                                           | 0Estádio Nacional, Oeiras                                      |                                                                |
| 2006/07 | 27. května 2007                                                | 0Sporting Lisabon                                              | 0Belenenses Lisabon                                            | 01:0                                                           | 0Estádio Nacional, Oeiras                                      |                                                                |
| 2007/08 | 18. května 2008                                                | 0Sporting Lisabon                                              | 0FC Porto                                                      | 02:0 (po prodl.)                                               | 0Estádio Nacional, Oeiras                                      |                                                                |
| 2008/09 | 31. května 2009                                                | 0FC Porto                                                      | 0FC Paços de Ferreira                                          | 01:0                                                           | 0Estádio Nacional, Oeiras                                      |                                                                |
| 2009/10 | 16. května 2010                                                | 0FC Porto                                                      | 0GD Chaves                                                     | 02:1                                                           | 0Estádio Nacional, Oeiras                                      |                                                                |
| 2010/11 | 22. května 2011                                                | 0FC Porto                                                      | 0Vitória Guimarães                                             | 06:2                                                           | 0Estádio Nacional, Oeiras                                      |                                                                |
| 2011/12 | 20. května 2012                                                | 0Académica de Coimbra                                          | 0Sporting Lisabon                                              | 01:0                                                           | 0Estádio Nacional, Oeiras                                      |                                                                |
| 2012/13 | 26. května 2013                                                | 0Vitória Guimarães                                             | 0Benfica Lisabon                                               | 02:1                                                           | 0Estádio Nacional, Oeiras                                      |                                                                |
| 2013/14 | 18. května 2014                                                | 0Benfica Lisabon                                               | 0Rio Ave FC                                                    | 01:0                                                           | 0Estádio Nacional, Oeiras                                      |                                                                |
| 2014/15 | 31. května 2015                                                | 0Sporting Lisabon                                              | 0SC Braga                                                      | 03:2 pen.                                                      | 0Estádio Nacional, Oeiras                                      |                                                                |
| 2015/16 | 22. května 2016                                                | 0SC Braga                                                      | 0FC Porto                                                      | 03:2 pen.                                                      | 0Estádio Nacional, Oeiras                                      |                                                                |
| 2016/17 | 28. května 2017                                                | 0Benfica Lisabon                                               | 0Vitória Guimarães                                             | 02:1                                                           | 0Estádio Nacional, Oeiras                                      |                                                                |
| 2017/18 | 20. května 2018                                                | 0CD Aves                                                       | 0Sporting Lisabon                                              | 02:1                                                           | 0Estádio Nacional, Oeiras                                      |                                                                |
| 2018/19 | 25. května 2019                                                | 0Sporting Lisabon                                              | 0FC Porto                                                      | 03:2 pen.                                                      | 0Estádio Nacional, Oeiras                                      |                                                                |
| 2019/20 | 1. srpna 2020                                                  | 0FC Porto                                                      | 0Benfica Lisabon                                               | 02:1                                                           | Estádio Cidade de Coimbra                                      |                                                                |
| 2020/21 | 23. května 2021                                                | 0SC Braga                                                      | 0Benfica Lisabon                                               | 02:0                                                           | Estádio Cidade de Coimbra                                      |                                                                |
| 2021/22 | 22. května 2022                                                | 0FC Porto                                                      | 0Tondela                                                       | 03:1                                                           | 0Estádio Nacional, Oeiras                                      |                                                                |